# Adrien Chalmin
Pour les articles homonymes, voir Chalmin.
Adrien Chalmin, né le 21 juillet 1986 à Clermont-Ferrand (Puy-de-Dôme), est un joueur français de rugby à XV puis de rugby-fauteuil.

## Biographie
Adrien Chalmin est né le 21 juillet 1986 à Clermont-Ferrand.
Joueur prometteur de rugby à XV, il participe notamment au Championnat du monde des moins de 21 ans 2005 avec l'équipe de France, licencié à l'ASM Clermont Auvergne et faisant partie du centre de formation du club ainsi que du Pôle France durant la saison 2004-2005, il subit un accident de jeu à l'âge de 19 ans lors d'un match amical contre le RC Vannes, en septembre 2005, qui le laisse tétraplégique,.
Devenu para-athlète en rugby-fauteuil et membre de l'équipe de France, il participe à quatre Jeux paralympiques ainsi qu'aux championnats d'Europe (en).

## Palmarès

### Championnat d'Europe
- Champion en 2023 à Cardiff.
- Champion en 2022 à Paris.
- Troisième en 2019 à Vejle.
- Troisième en 2017 (en) à Coblence.